# Kabinetsformatie Nederland 1849
Een kabinetsformatie vond in Nederland plaats nadat het gematigd liberale kabinet-De Kempenaer-Donker Curtius op 18 september 1849 haar ontslag had aangeboden. Op 1 november resulteerde de formatie in het liberale kabinet-Thorbecke I.

## Achtergrond

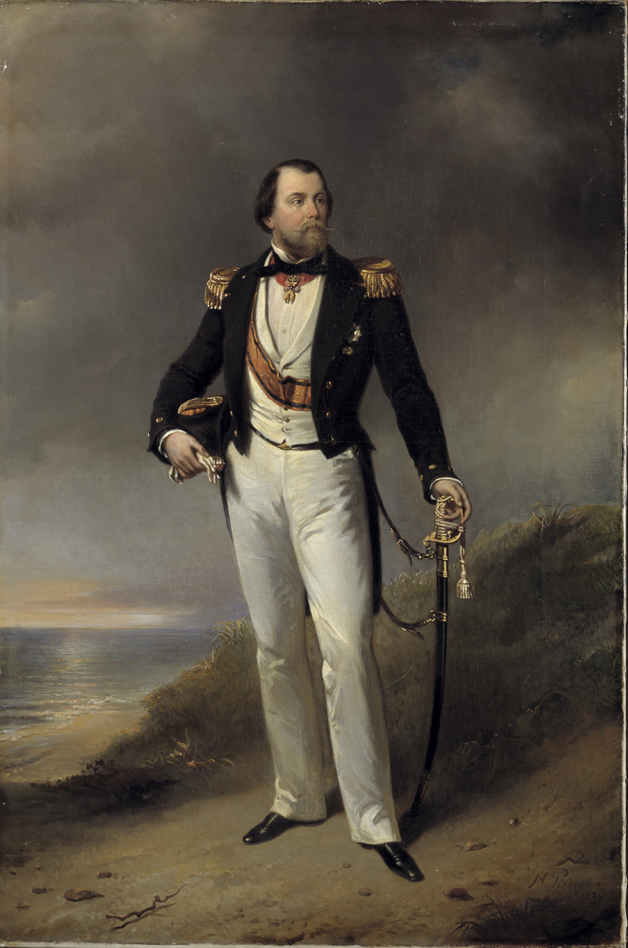
Koning Willem III der Nederlanden.

Het kabinet-De Kempenaer-Donker Curtius was het conservatieve kabinet-Schimmelpenninck in november 1848 opgevolgd nadat de Grondwetsherziening van 1848 was afgekondigd. De populaire liberaal en voorzitter van de Grondwetscommissie Johan Rudolph Thorbecke ontbrak in dat kabinet. Diezelfde maand vonden de Tweede Kamerverkiezingen van 1848 plaats, waarbij de liberalen een meerderheid behaalden, waaronder een groot deel Thorbeckiaan. Het kabinet ervoer veel oppositie van de liberalen in de Tweede Kamer, waardoor zij nauwelijks wetten tot stand wist te brengen. Het had daarnaast last van een onmogelijke bejegening door de in mei 1849 aangetreden koning Willem III. Een uiterst negatieve conceptreactie van de liberalen op de troonrede was uiteindelijk de druppel. Op 18 september 1849 boden de ministers hun ontslag aan.

## Formateurs Donker en Lightenvelt

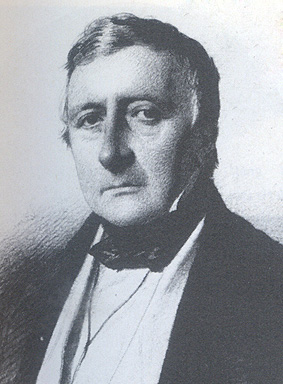
Formateur Dirk Donker Curtius.

Het politieke establishment was het er over eens dat Thorbeckes toetreding onafwendbaar was, maar had wel moeite met hem vanwege zijn gedrag. Willem III vond Thorbecke — die hij nog niet ontmoet had — eveneens onacceptabel, onder meer vanwege een vijandig amendement over het toezicht op het beheer van het Kroondomein. Een dag na de ontslagaanvraag benoemde de koning daarom Leonardus Antonius Lightenvelt en Dirk Donker Curtius als formateurs met de opdracht de mogelijkheden voor een nieuw kabinet te onderzoeken 'dat het vertrouwen des Konings zoude kunnen erlangen'. Het formateursduo kreeg de bijnaam 'Licht en Donker'. Lightenvelt was tegen toetreding van Thorbecke tot een kabinet, terwijl Donker Curtius tegen een volledig conservatief kabinet was.

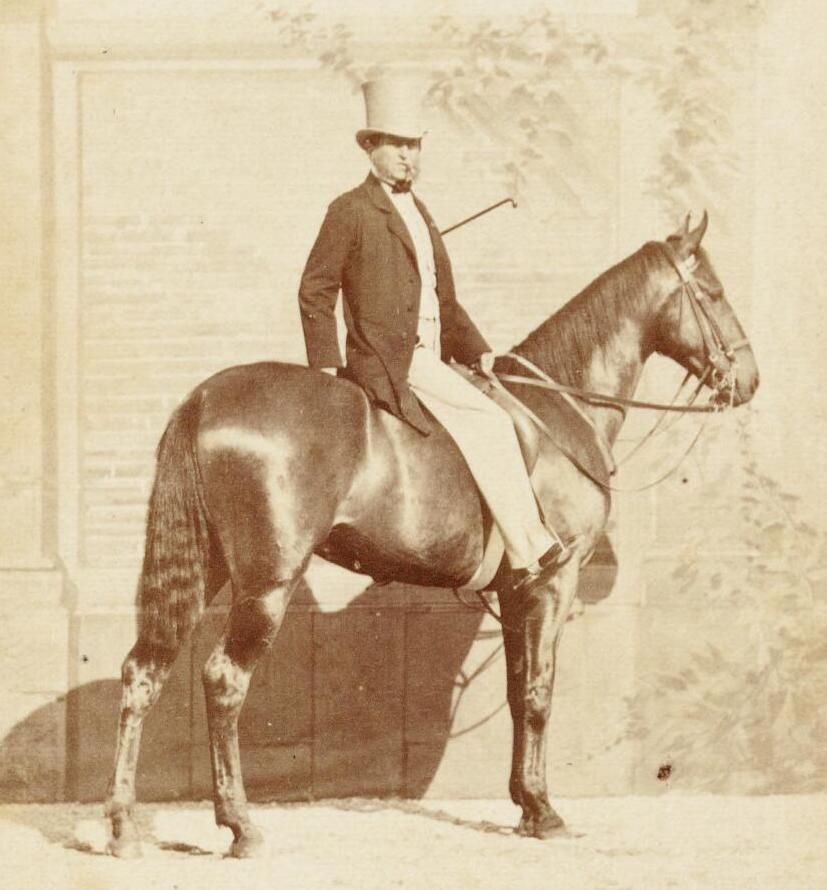
Formateur Leonardus Antonius Lightenvelt.

Donker Curtius zocht direct contact met Thorbecke. Hij stelde een gemengd kabinet voor met zowel liberalen, waaronder Thorbecke, die de steun hadden van de Kamer en conservatieve ministers die het vertrouwen van de koning hadden. Thorbecke wees dit voorstel af, omdat hij een homogeen kabinet wenste, desnoods een conservatief kabinet. De conservatieven die Donker Curtius polste, Willem Boreel van Hogelanden en Jean Chrétien Baud, zagen eveneens niks in een 'opgelapt' kabinet. De formateurs probeerden nog enkele dagen een combinatie te vinden, maar moesten concluderen dat er geen andere mogelijkheid was dan Thorbecke inschakelen.

### Onderformateurs Thorbecke en Nedermeijer van Rosenthal
Via Donker Curtius kregen Thorbecke en Jan Nedermeijer van Rosenthal op 3 oktober van de koning het verzoek een voorstel te doen voor een kabinet dat 'in overeenstemming met de Volksvertegenwoordiging was'. Donker Curtius en Lightenvelt bleven officieel formateurs. De keuze voor gematigde liberaal Nedermeijer van Rosenthal was waarschijnlijk om Thorbecke te beteugelen. Aanwezig bij het gesprek was al de eerste kandidaat voor het kabinet, minister van Financiën Pieter van Bosse, die wat betreft de formateurs als enige van het vorige kabinet mocht aanblijven. Een hoewel het een voorwaarde was dat zoveel mogelijk ministers aansluiting moesten hebben bij de parlementaire meerderheid, bezocht hij Baud en Boreel voor advies.
Thorbecke had moeite met het vinden van ministers, en hield tegen gebruik in geen rekening met rang en status. Als minister van Koloniën opperde hij bijvoorbeeld de zevenendertigjarige Indische ambtenaar Daniel Couperus Steyn Parvé, wat volgens Baud 'niet ernstig gemeend' kon zijn, omdat hij te laag in rang stond. Thorbecke vroeg zijn oud-leerling en legatieraad bij de Parijse ambassade Louis Gericke van Herwijnen, maar die begreep dat hij te weinig statuur had voor de functie. Voor Marine opperde Thorbecke kapitein en docent bij de Koninklijke Militaire Academie Willem Jan Knoop, maar dit werd afgeraden vanwege zijn rang, gebrek aan ervaring en veroordeling vanwege betrokkenheid bij een duel met dodelijke afloop.

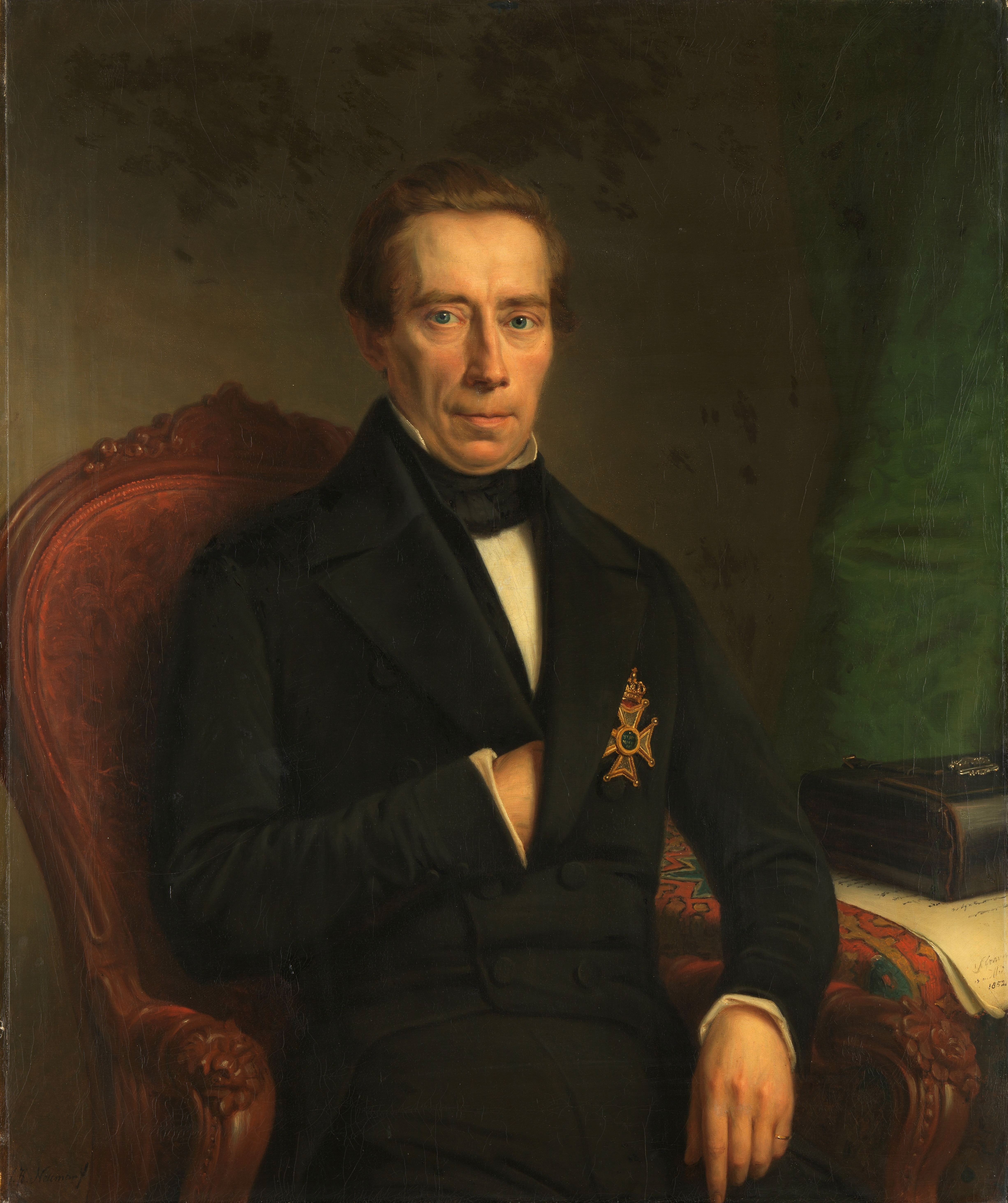
Formateur Johan Rudolf Thorbecke.

Thorbecke kwam uiteindelijk tot het volgende voorstel:
- Herman van Sonsbeeck (Koloniën)
- Isaäc Theodorus ter Bruggen Hugenholtz (Marine)
- Carel Marius Storm van 's Gravesande (Oorlog)
- Pieter van Bosse (Financiën)
- Johan Rudolph Thorbecke (Binnenlandse Zaken)
- Jan Nedermeijer van Rosenthal (Justitie & Buitenlandse Zaken)

Op 15 oktober dienden Thorbecke via Donker Curtius hun voorstel in bij de koning. De koning wees alle voorgestelde ministers behalve Van Bosse af. In het bijzonder vond hij de ministeries van Marine en Oorlog 'zijn' terrein. Daarnaast was hij tegen het voorstel de twee ministeries van Eredienst op te heffen.

### Verzoek voor regeerakkoord
Willem III overlegde met de formateurs, directeur Kabinet des Konings Anthon van Rappard en de twee prinsen Frederik en Hendrik over de vervolgstappen. De koning weigerde nog steeds om met Thorbecke in gesprek te gaan. Op 17 oktober besloten zij om Thorbecke te vragen om een uitgewerkt beginsel- en beleidsprogramma, vergelijkbaar met wat later een regeerakkoord is geworden. Op die manier hoopte de koning van Thorbecke af te komen. Thorbecke weigerde dit verzoek, omdat hij wel duidelijk genoeg vond waar hij voor stond en dat anders een uitnodiging voor een gesprek de gebruikelijke route was. Thorbecke vond daarnaast dat de koning eerst vertrouwen moest geven aan een kabinet en het dan moest beoordelen op daden, niet beloften. De koning ontkende in een brief op 23 oktober dat er een gebrek aan vertrouwen was, maar beschouwde hun opdracht als afgerond.

### Opdracht voor Van Goltstein

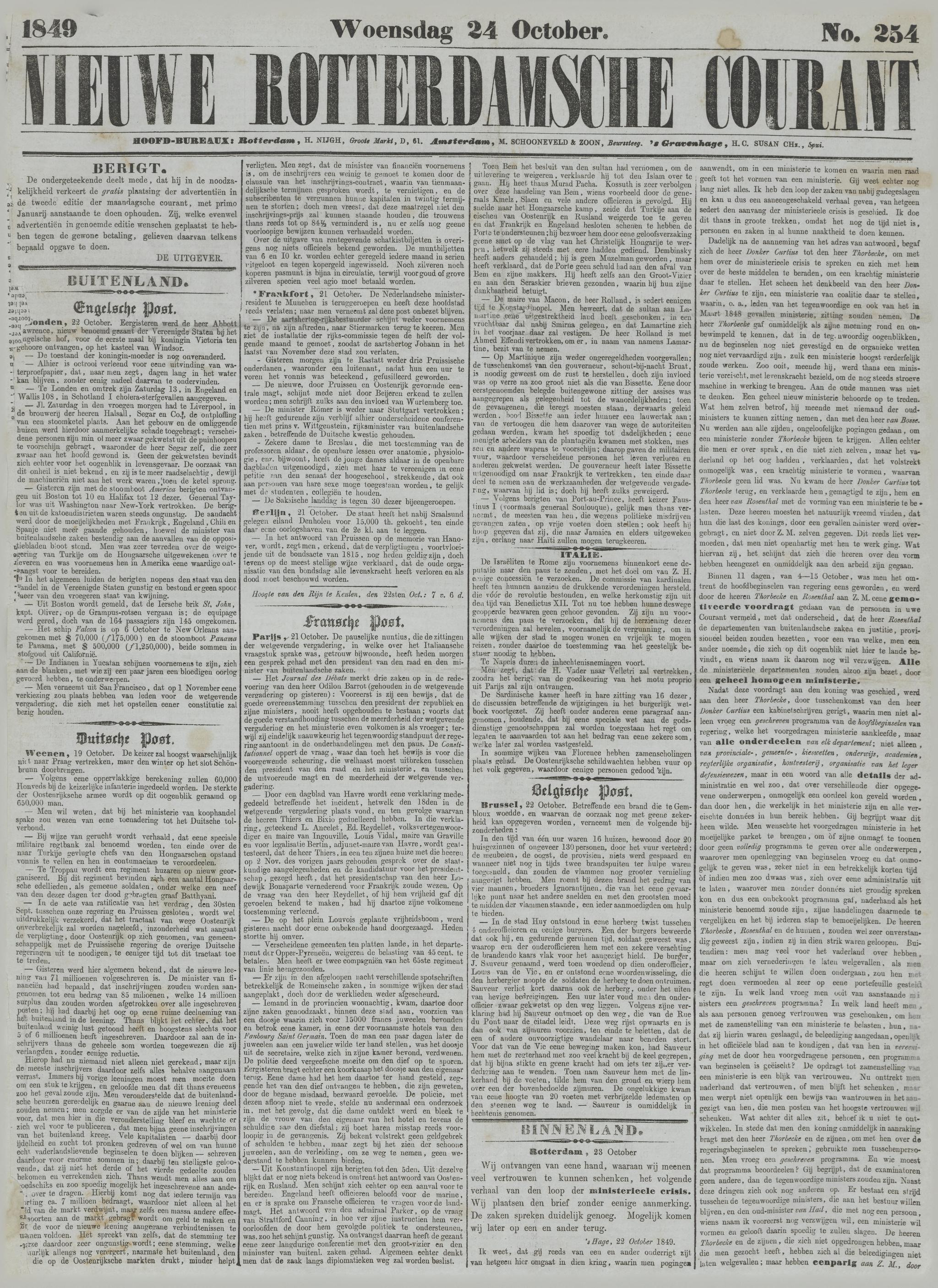
Voorpagina van de Nieuwe Rotterdamsche Courant (NRC) van 24 oktober 1849, met in de rechterkolom de anonieme brief over het verloop van de formatie.

Lightenvelt en Donker Curtius waren intussen verder gaan kijken naar een alternatief en kwamen uit bij de gematigd liberale Tweede Kamervoorzitter Jan Karel van Goltstein. Op 22 oktober zegde Van Goltstein toe als formateur op te treden. Twee dagen later verscheen er echter een anonieme brief in de Nieuwe Rotterdamsche Courant (NRC), waarin het formatieproces werd beschreven inclusief de 'strik' dat gevraagd werd om een volledig regeringsprogramma. Het stuk was waarschijnlijk ingestoken door Thorbecke en geschreven door Gijsbertus Martinus van der Linden.
Zelfs in conservatieve kring was men van mening dat geen eerlijk spel gespeeld was tegenover Thorbecke. Uit paniek stelde Donker Curtius dezelfde eis aan Van Goltstein en legde het hele beleidsprogramma van het zittende ministerie aan hem ter ondertekening voor. Van Goltstein vroeg alle stukken van de formatie op en concludeerde inderdaad dat Thorbecke en Nedermeijer van Rosenthal onheus bejegend waren. Hij trok zich daarom terug als formateur, voordat hij gestart was. Nu de koning niet meer om Thorbecke heen kon, onthief hij op 26 oktober Donker Curtius en Lightenvelt van hun opdracht.

## Formateurs Thorbecke en Nedermeijer van Rosenthal

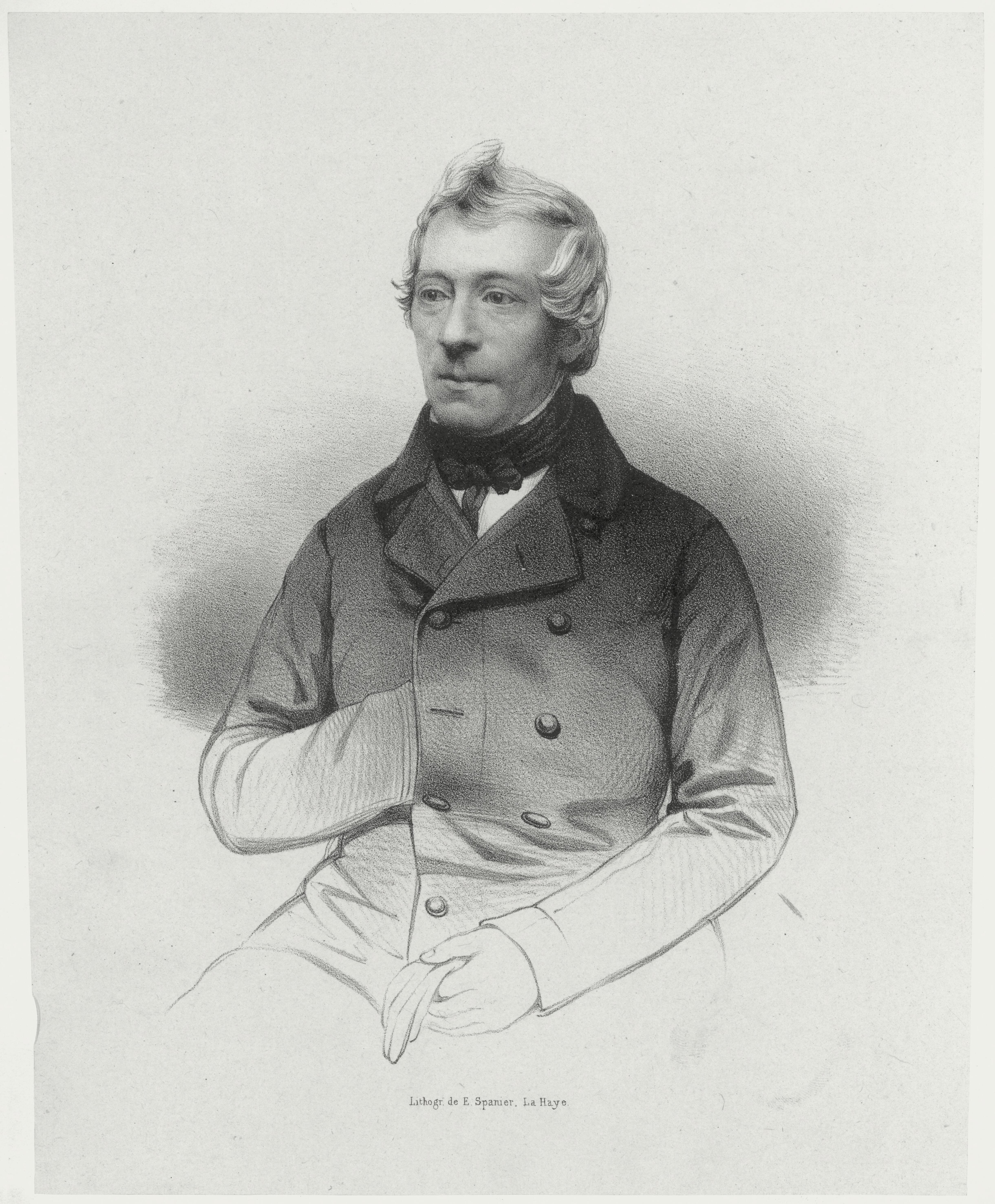
Formateur Jan Nedermeijer van Rosenthal.

Op 27 oktober ontving Willem III Thorbecke en Nedermeijer van Rosenthal. Het werd een onverwacht constructief overleg. Voor Oorlog en Marine stelde de koning Johannes Theodorus van Spengler en Engelbertus Batavus van den Bosch voor. De twee ministeries van Eredienst wilde hij behouden met de zittende ministers. Voor Koloniën stelde hij secretaris-generaal Charles Ferdinand Pahud voor, die als soort onderminister onder gezag van de minister van Financiën zou staan. Voor Buitenlandse Zaken wilde hij verder graag Van Goltstein.
Een dag later kwamen de beoogde ministers samen om te bekijken of ze tot overeenstemming konden komen op een aantal belangrijke punten. Aan het eind van het overleg trokken Van den Bosch en Van Goltstein zich terug. Zij werden vervangen door Engelbertus Lucas en Van Sonsbeeck. De formateurs hielden vast aan het opheffen van de ministeries van Erediensten, maar deze taken wel onder te brengen bij de katholiek Van Sonsbeeck en de protestant Nedermeijer van Rosenthal.
Op 29 oktober bood Thorbecke zijn nieuwe voorstel aan aan de koning. De koning was niet direct overtuigd en opperde nog enkele andere namen, in het bijzonder voor Van Sonsbeeck die hij een vervelende vent vond. Thorbecke verdedigde echter Van Sonsbeeck en benadrukte dat het van belang was een katholiek in het kabinet te hebben die vertrouwen genoot in die geloofsgemeenschap. Op advies van Van Rappard gaf de koning uiteindelijk toe. Op 30 oktober benoemde hij bij koninklijk besluit de ministers en een dag later werden zij beëdigd.

## Bron
- Aerts, Remieg (2018). Thorbecke wil het: biografie van een staatsman. Prometheus, Amsterdam. ISBN 9789035144798.